# Centro di costo
Il centro di costo è un'entità autonoma e omogenea mirata a due finalità: assorbire tutti i costi inerenti ad una data lavorazione o servizio; proiettare questo costo al prodotto finito in proporzione all'uso richiesto al centro stesso.
Un'altra definizione potrebbe essere: "Segmento aziendale il cui manager ha il controllo sui costi, ma non ha controllo sul fatturato o sull'uso delle risorse destinate agli investimenti".
È una aggregazione di costi riferita in via principale ad un'unità organizzativa-contabile ed eventualmente ulteriormente specificata per aree di risultato significative, a fini di controllo.
| Controllo di autorità | LCCN (EN) sh94002195 · J9U (EN, HE) 987007566016505171 |